# Heposaari (ö i Finland, Södra Savolax, Nyslott, lat 61,82, long 28,73)
Heposaari är en halvö i Finland. Den ligger i sjön Pihlajavesi och i kommunen Nyslott i  landskapet Södra Savolax, i den sydöstra delen av landet, 270 km nordost om huvudstaden Helsingfors.